# Regeneration (album)
Pour les articles homonymes, voir Régénération (homonymie).
Albums de The Divine Comedy
Fin de siècle
(1998) Absent Friends
(2004)
Regeneration est le septième album du groupe britannique The Divine Comedy sorti le 12 mars 2001.

## Liste des titres
Toutes les chansons sont composées et écrites par Neil Hannon.
1. Timestretched – 2:48
2. Bad Ambassador – 3:45
3. Perfect Lovesong – 3:10
4. Note to Self – 5:59
5. Lost Property – 4:39
6. Eye of the Needle – 5:33
7. Love What You Do – 3:52
8. Dumb It Down – 3:56
9. Mastermind – 5:21
10. Regeneration – 5:33
11. The Beauty Regime – 5:11

## Édition limitée
En octobre 2001, l'album est ressorti en édition limitée double CD augmenté des titres :
1. Soul Trader – 3:03
2. You – 4:10
3. Get Me to a Monastery – 4:34
4. Edward the Confessor – 5:21
5. Regeneration-A Visual Record (CDRom Section)